# Edward Dujardin
Pour les articles homonymes, voir Dujardin.
Edward Dujardin, né à Anvers, le 29 novembre 1817 et mort dans la même ville le 21 mai 1889, est un peintre, graveur, lithographe, vitrailliste et un illustrateur belge.
Ses œuvres, peintures et vitraux, sont visibles dans de nombreux édifices religieux en Belgique et en Europe. Durant sa carrière professorale de près d'un demi-siècle à l'Académie royale des beaux-arts d'Anvers, il forme de nombreux élèves.
Edward Dujardin exerce également un rôle politique, revendiquant son identité flamande, aux côtés d'Hendrik Conscience, dont il est un ami.

## Biographie

### Famille
Edward (Edouard Jean) Dujardin, né à Anvers le 29 novembre 1817 est le fils de Pierre François Dujardin (1786-1838), maître maçon, et d'Anne Catherine Pauline Scheerders (1790-1852), tous deux natifs de Calloo, en Flandre-Orientale.
Edward Dujardin épouse, à Anvers, le 19 avril 1849 Theresia Maria Van Arendonk (1820-1896), sœur du sculpteur Jan Van Arendonk. Le couple a deux filles : Machteld (1850-1939), qui épouse le pharmacien Guillaume Donnez, et Alida (1854-1929), qui épouse l'architecte Jules Bilmeyer.

### Formation

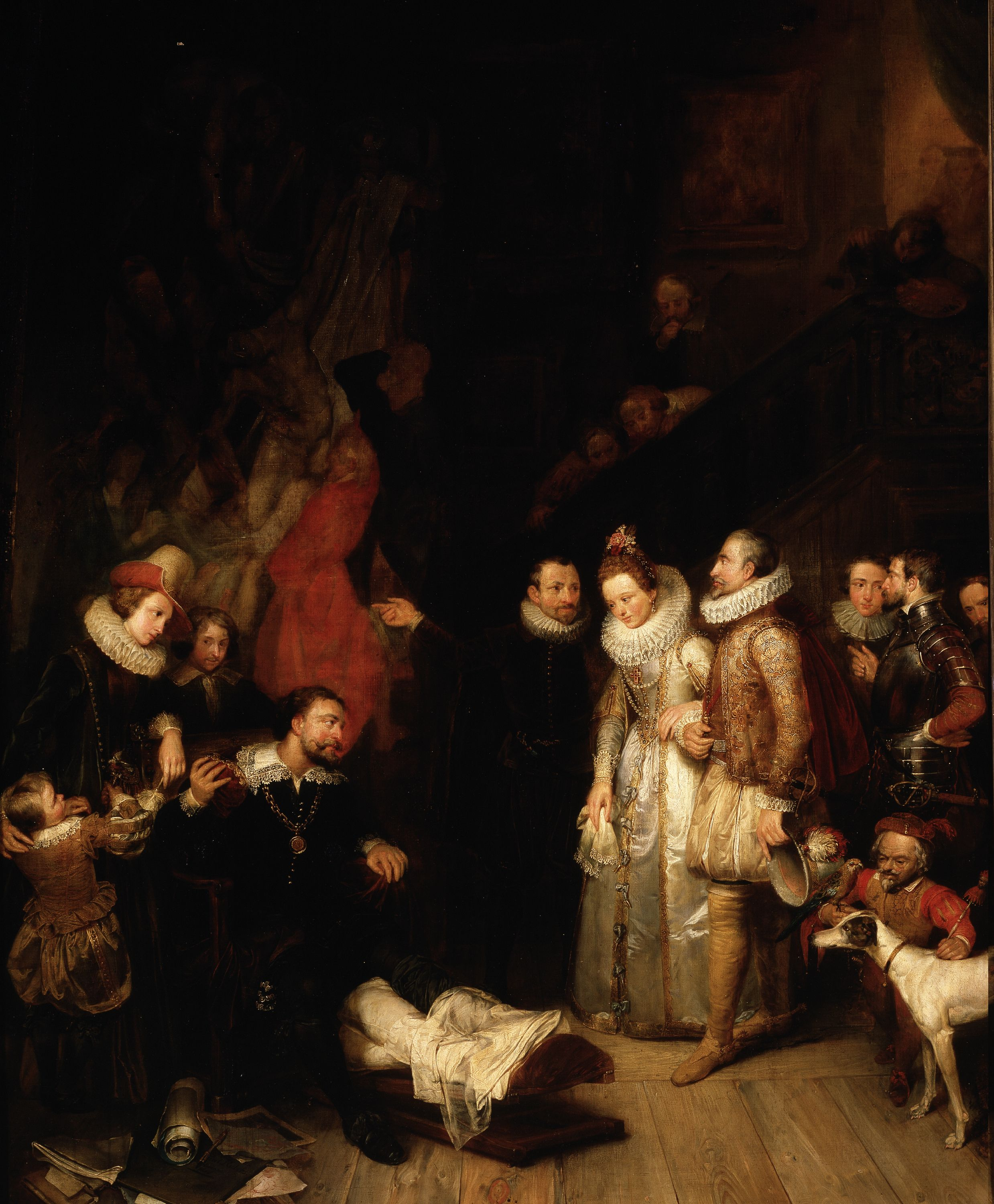
Les Archiducs Albert et Isabelle rendent visite à Pierre Paul Rubens dans son atelier (1838).

Manifestant des dispositions précoces pour le dessin, il est inscrit de 1823 à 1830, au pensionnat Vercammen à Borgerhout, où il suit notamment des cours de français et d'anglais. Hendrik Conscience, de cinq ans son aîné, fréquente le même établissement. C'est au jeune Dujardin que le directeur, Frans Vercammen, confie la tâche de dessiner les lettres enluminées, les anges et autres décorations des messages du Nouvel An, des poèmes de circonstance ou des modèles d'écriture. Son père désirant que son fils soit maçon, il débute son apprentissage à l'âge de 14 ans, mais comme Edward Dujardin ne paraît bientôt plus s'y intéresser, il est placé comme apprenti chez le brodeur d'or, Gérard Numan, et renonce également à ce métier. Afin d'apporter une contribution financière à ses parents, il est enfant de chœur à l'église Saint-Jacques d'Anvers et sert la messe célébrée par un prémontré. Lorsqu'il confie à l'ecclésiastique son souhait de devenir peintre, ce dernier l'encourage dans cette voie, maintenant approuvée par son père.
En 1831, Edward Dujardin, tout en suivant durant trois ans un apprentissage auprès du peintre en bâtiments et en bijoux Henri Raphaël Schaefels, est étudiant à l'Académie royale des beaux-arts d'Anvers sous la direction de Gustave Wappers. À l'Académie, il remporte la 4e place en dessin d'esquisses en 1833, le premier prix de dessin d'après les antiquités en 1835, la seconde en 1837 et la seconde en dessin d'après les modèles vivants. Grâce au mécène, le baron Philippe Joseph Antoine de Pret, il reçoit régulièrement, à partir de 1836, une subvention financière, dont le versement est interrompu par la mort du protecteur, décédé le même jour que Pierre François Dujardin, le père de l'artiste victime d'une chute fatale. En 1838, encore élève à Anvers, il remporte le premier prix des tableaux de genre pour Les Archiducs Albert et Isabelle rendent visite à Pierre Paul Rubens dans son atelier, décerné par l'Académie de Gand et assorti d'une allocation de 500 francs. Edward Dujardin et Eugène Van Havre, bourgmestre de Brasschaat, effectuent un voyage en Italie en 1846, à l'issue duquel il rédige un long rapport narrant leur périple.

### Carrière
Le 18 octobre 1841, Edward Dujardin devient professeur à l'Académie des beaux-arts et enseigne les grandes figures d'après l'antique. Durant près d'un demi-siècle de carrière, il enseigne à 300 étudiants comprenant Henri Bource, Auguste De Lathouwer, Alfred Elsen, Emile Jespers, Frans Mortelmans, André Plumot, Gerard Portielje, Alphonse Van Beurden et Charles Van Havermaet. Il demeure en fonctions jusqu'à sa mort,.
Contrairement à nombre de ses collègues de l’Académie, Edward Dujardin revendique son identité flamande. Il est membre du conseil d'administration de « Voor Tael en Kunst » (« Pour la langue et pour l'art »), une association d'influence culturelle d'artistes flamands anversois, créée en 1848 par Hendrik Conscience, prônant notamment l'emploi de la langue flamande en littérature. Le groupe organise des festivités populaires, des concerts, des concours de poésie jusqu'en 1854. En 1853, Edward Dujardin connaissant une grande prospérité matérielle commande l'édification d'un atelier attenant à sa vaste demeure rue Saint-Gommaire à Anvers.
En 1855, Edward Dujardin est cofondateur de la revue De Vlaemsche School. Edward Dujardin est également membre du Meetingpartij qui entre dans la vie politique anversoise en 1862. Il siège lui-même en qualité de membre du parti au conseil provincial d'Anvers de 1872 à 1876 et de 1884 à 1888.
Atteint par une pleurésie, Edward Dujardin meurt, à l'âge de 71 ans, rue Saint-Gommaire, no 37, dans sa demeure, le 21 mai 1889. Ses funérailles ont lieu trois jours plus tard à l'église Saint-Amand de la ville, suivies par son inhumation au cimetière de Deurne, en présence des autorités politiques et des représentants du monde artistique, tels Charles Verlat et Pierre Jean Van der Ouderaa,.

## Œuvre

### Sujets

Adam et Ève découvrant le cadavre d'Abel (1843).

Edward Dujardin peint des scènes historiques, des sujets bibliques et des portraits. Il est également très demandé comme décorateur lors des fêtes publiques comme Anvers à travers les âges en 1888. L'artiste, ami d'Hendrik Conscience, illustre plusieurs de ses livres, notamment De Leeuw van Vlaanderen, de même que des ouvrages d'Eugeen Zetternam, Theodoor van Rijswijck, Jan Van Beers, August Snieders et Joseph Alberdingk Thijm. Il publie lui-même plusieurs ouvrages comprenant des planches : Album op den Leeuw van Vlaenderen en 1851 ; Répartition, structure osseuse et mouvements du corps humain, tels qu'enseignés à l'Académie royale d'Anvers en 1871 et Les proportions ou mesures comparatives des statues antiques les plus remarquables et des statues féminines grecques, quatre planches en 1888. Les planches qu'il a réalisées au marqueur sec sur pierre sont au nombre de plus de 1000.

### Peintre religieux

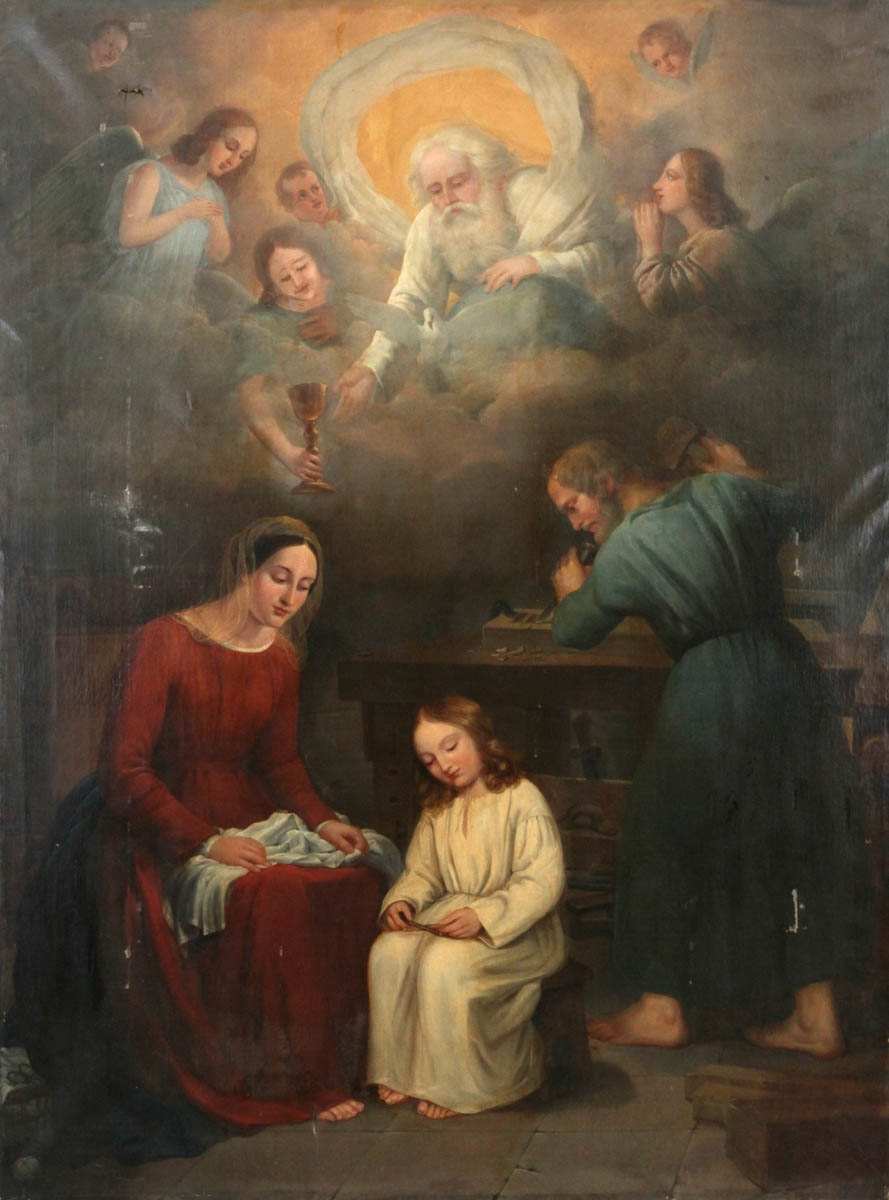
Sainte Famille dans l'atelier de Joseph.

Edward Dujardin réalise plusieurs chemins de croix et des peintures religieuses ornant des édifices religieux belges, européens et dans le monde.

#### Belgique
- Anvers : 
  - Église Saint-André : Véronique vient à la rencontre de Jésus[3].
  - Chapelle des sœurs du Sacré-Cœur: Sainte Véronique et sainte Madeleine (peinture à la cire)[3].
  - Église Saint-Joris : La Mise au tombeau du Christ[3].
  - Église Saint-Jacques : L'Ascension de Notre-Dame[3].
  - Église Saint-Charles Borromée : Chemin de croix, en collaboration avec E. Janssens[3].
  - Église Saint-Willibrord : Chemin de croix (1864-1866)[8].
  - Monastère de l'Annonciation : Sainte Thérèse enseignant aux novices et Saint Louis de Gonzague enseignant aux enfants[3].
- Église Notre-Dame du Sablon de Bruxelles : Chemin de croix (1884), quatorze stations[3].
- Basilique du Saint-Sang de Bruges : neuf tableaux représentant les comtes de Flandre[3].
- Chapelle de l'asile de Crombeen à Gand : un retable et un portrait de la mère supérieure[3].
- Église Saint-Joseph de Louvain : La Mission des apôtres (peinture à la cire)[3].
- Maison d'hôtes à Hasselt : petit Chemin de croix[3].
- Église Saint-Sulpice-et-Saint-Dionysius de Diest : quatre peintures en cire dans la chapelle de Saint Jean Berchmans[3].

En collaboration avec Jean-François Pluys, Edward Dujardin réalise, de 1868 à 1872, les dessins de plusieurs vitraux ornant l'hôpital Sainte-Elisabeth d'Anvers. On connaît de lui un total de 78 dessins en couleurs et en taille d'exécution de vitraux.

#### Europe
- Ville de Douai, France : plusieurs portraits de membres du clergé du collège bénédictin[3].
- Église Saint-Christophe de Tourcoing, France : un vitrail représentant La Fidélité de Marie[3].
- Église de Korvel à Tilbourg, Pays-Bas : Invocation de la Sainte Vierge par les différentes classes de la société et La Sainte Famille[3].
- Maison de M. Brown à Liverpool : Saint Pierre vénéré par toutes les nations comme chef de l'Église romaine et quatre tableaux (sujets de la vie de Notre-Dame)[3].

#### Autre pays
- Île Maurice : Le Christ baptisé par Jean-Baptiste[3].

### Collections muséales
- Musée royal des Beaux-Arts d'Anvers : triptyque réalisé en 1843, huile sur toile, comprenant : Adam et Ève découvrant le cadavre d'Abel, format 178,5 × 212,6 cm, inventaire no 1260, Un Ange emmène le corps d'Abel au ciel, format 178,4 × 105 cm, inventaire no 1261 et Caïn sous le pouvoir de Satan, format 178,5 × 105 cm, inventaire no 1262[9].
- Musée des Beaux-Arts de Gand : Les Archiducs Albert et Isabelle rendent visite à Pierre Paul Rubens dans son atelier (1838), huile sur toile, format 159,5 × 127,3 cm, inventaire no 1853-E, transfert en 1838 de l'Académie des beaux-arts de Gand[10].
- British Museum, Londres : 83 gravures[11].

## Honneurs
- Chevalier de l'ordre de Léopold[7].
- Chevalier de l'Ordre équestre du Saint-Sépulcre de Jérusalem (1876)[3].

#### Articles
- (nl) D.V.S., « Edward Dujardin », De Vlaamsche School, vol. 28,‎ 1882, p. 133-135 (lire en ligne, consulté le 6 novembre 2024).
- (nl) Rédaction, « Dood van professor Edward Dujardin », Het Handelsblad, no 119,‎ 21 mai 1889, p. 3 (lire en ligne, consulté le 6 novembre 2024).
- (nl) Rédaction, « Edward Dujardin », Het Handelsblad, no 123,‎ 25 mai 1889, p. 6 (lire en ligne, consulté le 6 novembre 2024).